# 横山镇 (陆川县)
横山乡，是中华人民共和国广西壮族自治区玉林市陆川县下辖的一个乡镇级行政单位。

## 行政区划
横山乡下辖以下地区：
稔坡村、高冲村、石塘村、旺坡村、四和村、旱塘村、同心村、清平村、谭村、陆洪村和良塘村。